# Ilias Sebaoui
Ilias Sebaoui (in arabo إلياس سبعاوي‎?; Anversa, 4 ottobre 2001) è un calciatore marocchino, centrocampista dell'Heerenveen in prestito dal Feyenoord.

## Carriera

### Club
Sebaoui è cresciuto nel settore giovanile del Beerschot VA ed ha debuttato in prima squadra il 27 ottobre 2021 nell'incontro di Coupe de Belgique vinto 4-0 contro il Francs Borains.
Il 30 giugno 2023 è stato acquistato a titolo definitivo dal Feyenoord che lo ha subito girato in prestito al Dordrecht. Con i biancoverdi ha disputato una stagione da titolare segnando 11 reti in 42 partite. Il 24 maggio 2024 è passato con la stessa formula all'Heerenveen.

### Nazionale
Ha giocato nella nazionale marocchina Under-23.

## Statistiche

### Presenze e reti nei club
Statistiche aggiornate al 14 settembre 2024
| Stagione        | Squadra         | Campionato      | Campionato | Campionato | Coppe nazionali | Coppe nazionali | Coppe nazionali | Coppe continentali | Coppe continentali | Coppe continentali | Altre coppe | Altre coppe | Altre coppe | Totale | Totale | Totale |
| Stagione        | Squadra         | Comp            | Pres       | Reti       | Comp            | Pres            | Reti            | Comp               | Pres               | Reti               | Comp        | Pres        | Reti        | Pres   | Reti   |        |
| --------------- | --------------- | --------------- | ---------- | ---------- | --------------- | --------------- | --------------- | ------------------ | ------------------ | ------------------ | ----------- | ----------- | ----------- | ------ | ------ | ------ |
| 2021-2022       | Beerschot VA    | D1              | 10         | 3          | CB              | 2               | 0               | -                  | -                  | -                  | -           | -           | -           | 12     | 3      |        |
| 2022-2023       | Beerschot VA    | D2              | 28         | 1          | CB              | 1               | 0               | -                  | -                  | -                  | -           | -           | -           | 29     | 1      |        |
| 2023-2024       | Dordrecht       | 1D              | 38+2       | 11+0       | CO              | 2               | 0               | -                  | -                  | -                  | -           | -           | -           | 42     | 11     |        |
| 2024-2025       | Heerenveen      | ED              | 7          | 0          | CO              | 0               | 0               | -                  | -                  | -                  | -           | -           | -           | 7      | 0      |        |
| Totale carriera | Totale carriera | Totale carriera | 84         | 15         |                 | 5               | 0               |                    | -                  | -                  |             | -           | -           | 90     | 15     |        |